# اسقف استفان الیوت
اسقف استفان الیوت (انگلیسی: Stephen Elliott; ۳۱ اوت ۱۸۰۶ – ۲۱ دسامبر ۱۸۶۶) کشیش اهل ایالات متحده آمریکا بود. سی و هفتمین اسقف کلیسای اسقفی پروتستان ( ایالات متحده آمریکا) بود. او اولین اسقف جورجیا و اسقف موقت فلوریدا بود.

## دفاع از برده‌داری
اسقف استفان الیوت، از جورجیا، از دید خود به جنبه‌های مثبت برده‌داری توجه داشت.
منتقدان برده‌داری باید «به این فکر کنند که آیا با مداخله خود در این نهاد، ممکن است کاری را که آشکارا مشروط است مانع می‌شوند یا خیر. نزدیک به صد سال است که کلیساهای انگلیس و آمریکا برای متمدن کردن و مسیحی کردن آفریقای غربی تلاش کرده‌اند و چه نتیجه‌ای داشته‌است؟ در اطراف سیرالئون و در همسایگی کیپ پالماس، تعداد کمی از بومیان مسیحی شده‌اند و برخی از ملل تا حدی متمدن شده‌اند. اما چه تعداد اندکی در مقایسه با هزاران نفر، نه، شاید بتوانم بگویم میلیون‌ها نفر که راه بهشت را آموخته‌اند و از طریق برده‌داری آفریقایی، نجات دهنده خود را می‌شناسند! در همین لحظه بین سه تا چهار میلیون آفریقایی وجود دارد که تحت آموزش برای زمین و برای بهشت در ایالت‌های جنوبی قرار دارند، آنها بهترین درس‌ها را به مردم نیمه‌بربر می‌آموزند. درس‌های خویشتن‌داری، اطاعت، استقامت، تطبیق وسایل با اهداف؛ تا یاد بگیرند، بیش از هر چیز، نقطه ضعف آنها کجاست، و چگونه می‌توانند برای نبرد زندگی قدرت کسب کنند. این ملاحظات مرا از شرایط آنها راضی می‌کند و به من اطمینان می‌دهد که بهترین رابطه ای است که در حال حاضر می‌توانند داشته باشند.»